# Raphe perinei
Die Raphe perinei  (von griechisch ῥαφή rhaphḗ „Naht“, hier Verwachsungsnaht; und lateinisch perineum, „Damm“), deutsch Dammnaht, ist eine von vorne bis hinten (anteroposterior) verlaufende Verbindung der embryonal angelegten Genitalfalten, genauer des vorübergehend ausgebildeten Sinus urogenitalis, in der Medianebene. Die Raphe bildet sich also während der Entwicklung der Genitalien bereits beim Embryo als Verschmelzungslinie der beiden Urogenitalfalten beziehungsweise Skrotalwülste und ist später jedoch unterschiedlich ausgeprägt sichtbar: von einer deutlich sichtbaren Erhebung bis nahezu unscheinbar und nur als leichte Verfärbung der Haut.

## Embryogenese und Ausbildung der Raphe perinei

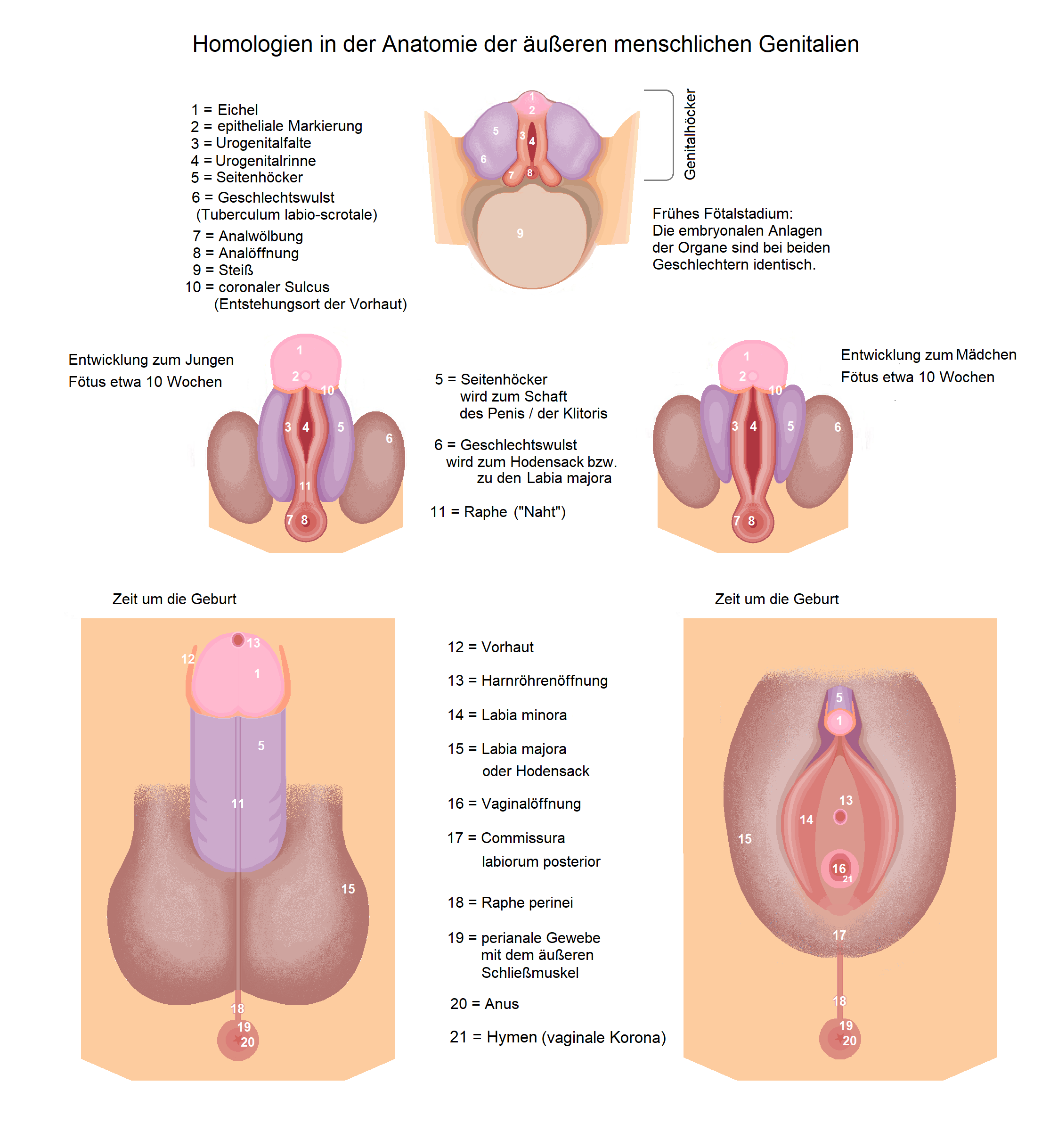
Durch die Wirkung von Geschlechtshormonen entwickeln die Organanlagen unterschiedliche Proportionen. Die Urogenitalrinne schließt sich zu unterschiedlichen Anteilen. Wo sie verwächst, entsteht eine Raphe.

Der Ursprung zur Bildung der Raphe in beiden Geschlechtern startet mit der Entwicklung der äußeren Genitalien. Sowohl beim weiblichen als auch beim männlichen Embryo beginnt sie mit einer sexuell unausgeprägten (indifferenten) Phase. Später ab der 12. Schwangerschaftswoche (SSW) endet die eindeutige Ausgestaltung (Differenzierung) für die beiden Geschlechter. In der indifferenten Phase werden zunächst folgende anatomische Strukturen angelegt:
- Genital- oder Urethralfalten: sie sind beidseits der Kloakenmembran (Kloake)
- Genitalhöcker: sie liegen bauchwärts (ventral) von der Kloakenmembran
- Genitalwülste oder Labioskrotalwülste: sie entfalten sich seitlich (lateral) der Genitalfalten

Zwischen den Genitalfalten wird die Urogenitalmembran ausgebildet, die das Ostium urogenitale zunächst verschließt. Nachdem das Septum urorectale mit der Kloakenmembran verwachsen ist, reißt die Membran ein und gibt das Ostium frei.
Durch eine starke Zellzunahme (Wucherung) des Mesenchyms kopf-bauchseitig (kranioventral) der Kloakenmembran entsteht der Genitalhöcker (Tuberculum genitale), der die ursprüngliche und beiden Geschlechtern gemeinsame Anlage von Klitoris und Penis darstellt. Der Genitalhöcker verlängert sich zu einem Protophallus, der zunächst bei beiden Geschlechtern gleich lang ist.
Bei den männlichen Embryonen verlängert sich unter Androgeneinfluss der Protophallus zum Penis (Phallus) und die Urogenitalrinne (Sulcus urogenitalis) schließt sich anschließend zur Pars spongiosa der Harnröhre. Dabei bildet sie auch den Harnröhrenschwellkörper.
Bei den weiblichen Embryonen bleibt der Protophallus kurz und entwickelt sich zur Klitoris. An der Unterseite des sich wandelnden Protophallus entsteht die Urogenitalrinne, die von den beiden Urogenitalfalten (Plicae urogenitales) begrenzt wird. Diese getrennt bleibenden Urogenitalfalten bilden schließlich die inneren, kleinen Schamlippen (Labia minora).
Seitlich des Genitalhöckers entstehen also die erwähnten Geschlechtswülste und damit die Anlage der äußeren, großen Schamlippen (Labia majora) und des Hodensacks (Skrotum). Die Genitalfalten verschmelzen anschließend im hinteren Abschnitt zum Frenulum labiorum pudendi. Aus ihnen gehen beim weiblichen Embryo später die kleinen Schamlippen (Labia minora) hervor. Die Gewebe der Genitalwülste vereinigen sich von vorne und hinten (anterioposterior), wo sie die Commissura labiorum anterior und Commissura labiorum posterior und damit auch den späteren Schamhügel (Mons pubis) bilden.

## Raphe perinei beim Mann

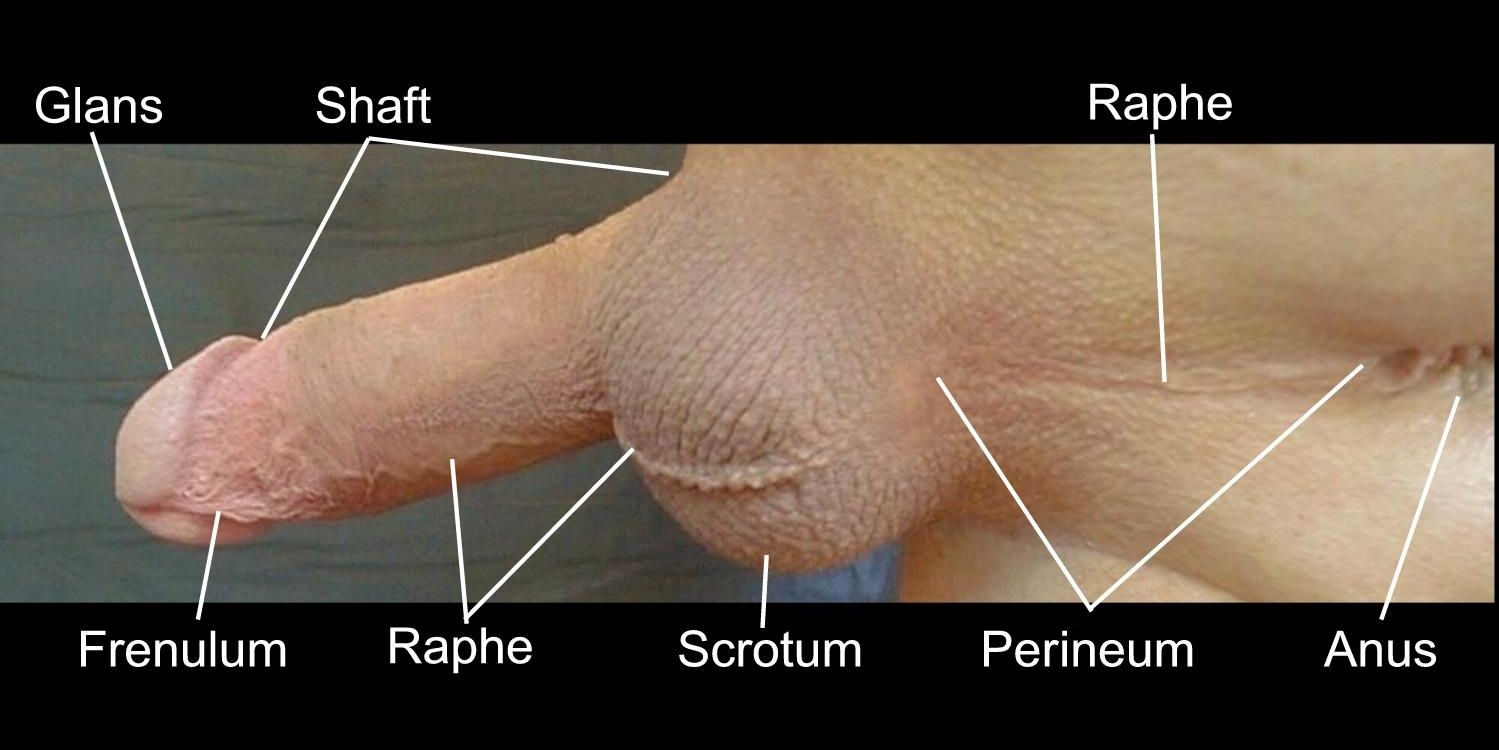
Penis eines Mannes von unten. Die Raphe (Naht)

Die Raphe penis ist die bei männlichen Individuen verbleibende Verwachsungslinie an der Unterseite des Penis, beginnend beim Vorhautbändchen (Frenulum). Sie setzt sich über die Unterseite des Penis fort zum Skrotum, wo sie als Hodensacknaht (Raphe scroti) dann bis zum Damm (Perineum) beziehungsweise After reicht. Nach vorn, in anteriorer Richtung, setzt sie sich auf das Vorhautbändchen und auf die Vorhaut als Vorhautnaht (Raphe praeputii) fort.

## Raphe perinei bei der Frau

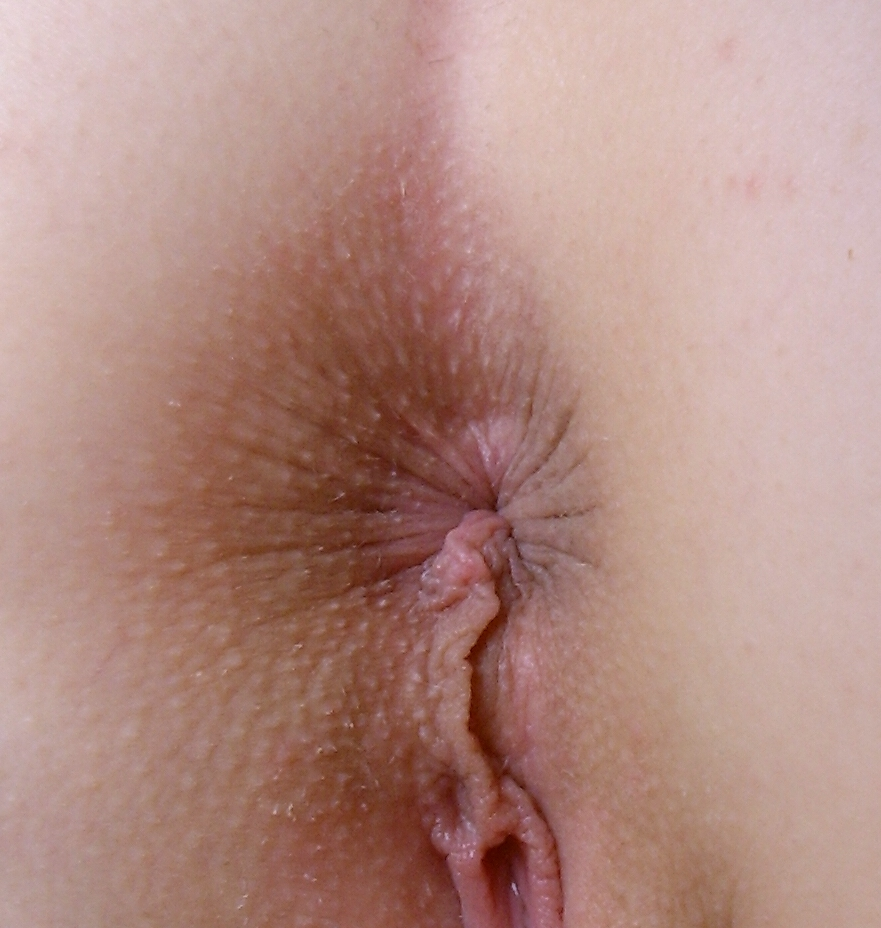
Sehr ausgeprägte Raphe perinei

Bei den weiblichen Individuen wird die Raphe perinei am unteren Ende der Vulva, der Fourchette (Commissura labiorum posterior), bis hin zum Anus mehr oder weniger stark ausgeprägt sichtbar.

### Raphe perinei und die Geburtshilfe
Wird bei der Geburtshilfe ein Einschnitt des Dammes (Episiotomie) erforderlich, so werden dabei im Wesentlichen drei Schnittformen unterschieden:
- mittellinige (mediane) Episiotomie
- mittel bis seitliche (mediolaterale) Episiotomie
- seitliche (laterale) Episiotomie

Bei der medianen Episiotomie erfolgt die Spaltung des Dammes (Perineums) in der bindegewebigen Raphe perinei von der hinteren Kommissur (Commissura labiorum posterior) ausgehend im Verlauf der Mittellinie.

## Raphe perinei beim Tier

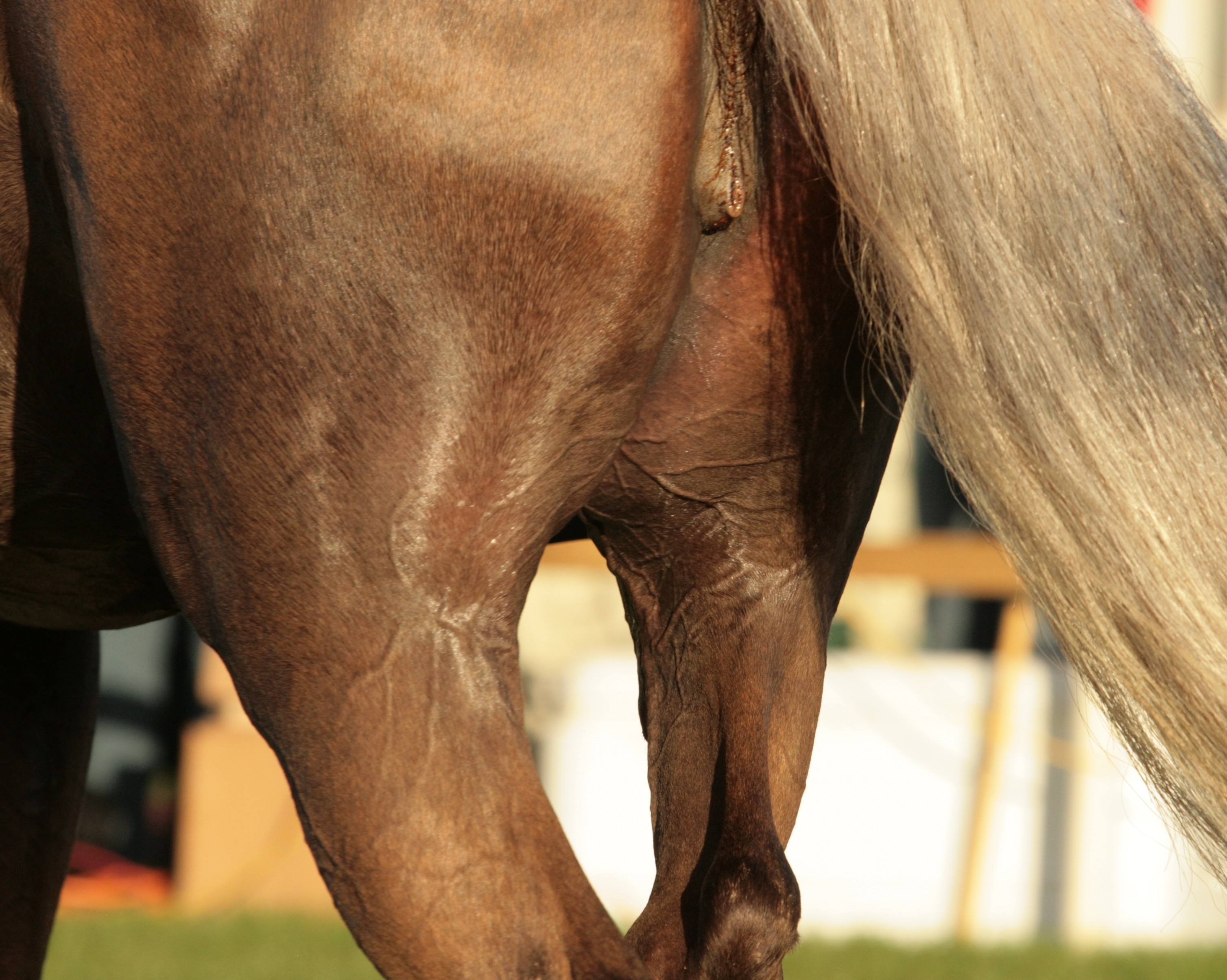
Perinealregion, also Dammnaht, Raphe perinei bei einem weiblichen Pferd (Stute)
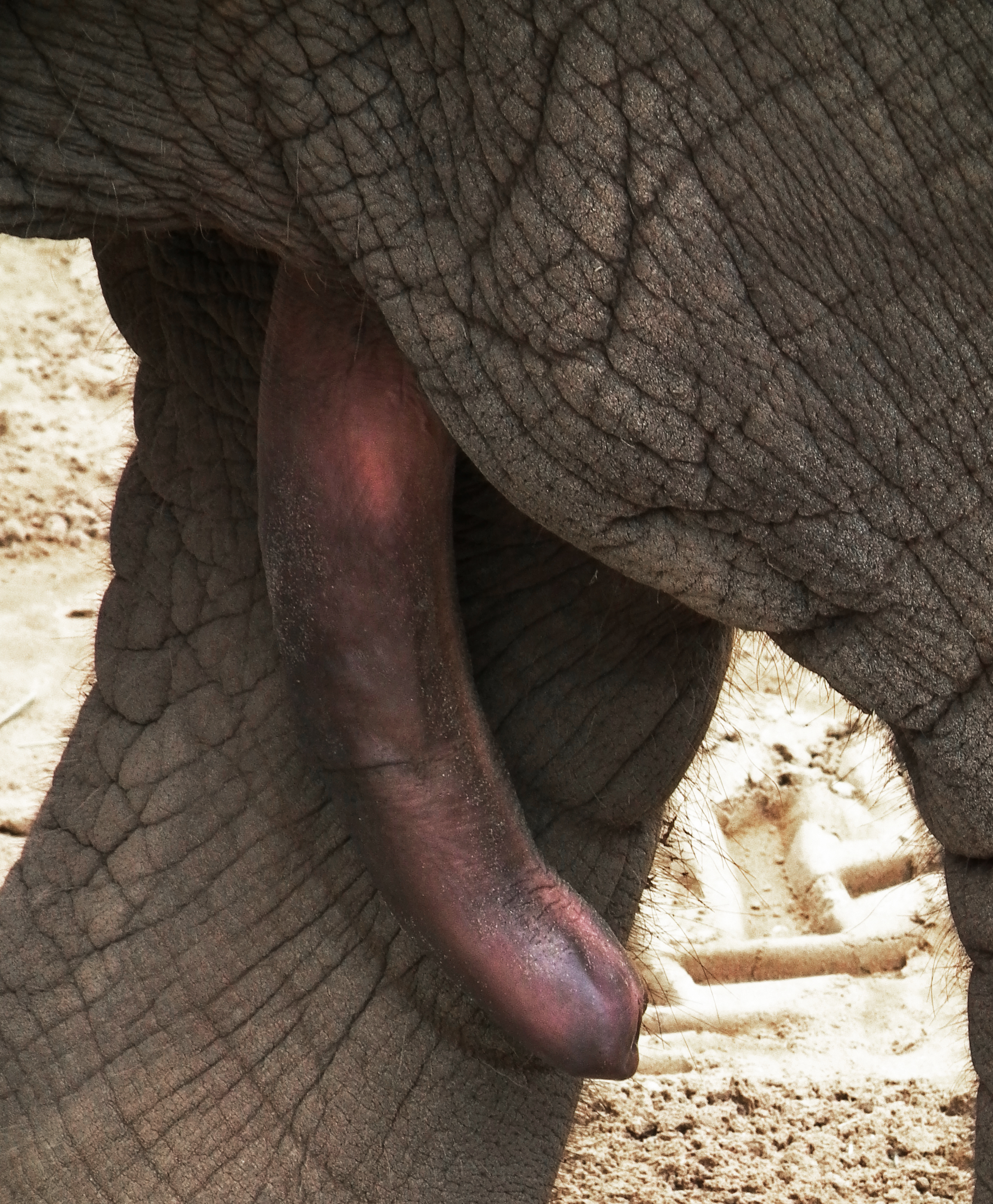
Raphe penis an der Unterseite des Penis eines asiatischen Elefanten (Elephas maximus)